# Cédric Grimoult
 (janvier 2018).
Cédric Grimoult, né le 31 mars 1974 à Poissy, est un historien des sciences français.

## Biographie
Cédric Grimoult obtient son doctorat en histoire à l'université Paris X Nanterre en 1999. Agrégé d'histoire, docteur habilité en histoire contemporaine (2001) et professeur en classe préparatoire, ses recherches portent sur l'histoire de la biologie et de l'évolutionnisme. 
Il a notamment, outre ses ouvrages fondamentaux, développé une théorie de l’évolution des idées analogue à l’évolution biologique, fondée sur une « sélection des idées » selon les critères culturels, économiques, politiques et sociaux de chaque époque, analogue à la sélection naturelle. Elle se nomme « théorie synergique des sciences humaines ».
Elle se distingue de l’épistémologie évolutionniste à la mode aux États-Unis depuis une vingtaine d’années (la théorie des mèmes défendue par Richard Dawkins et d’autres chercheurs) par la prise en considération de plusieurs niveaux de sélection (dans l’esprit de chaque chercheur, au sein de la communauté scientifique et dans la société prise au plan global). Cette théorie présente plus globalement, des arguments en faveur de la conception probabiliste de l’histoire, et postule l’existence d’un moyen terme entre le déterminisme absolu et le hasard pur dans l’appréhension des événements plus ou moins probables, en fonction du contexte. Cela est démontré par le fait qu’à une époque donnée, plusieurs théories peuvent rivaliser pour expliquer un même ensemble de faits. Leur succès ou leur échec s’explique par un ensemble de facteurs qui interviennent simultanément sur plusieurs plans (factuels, théoriques, culturels, politiques, sociaux… ; voir aussi « sphères d'activité et de sens »).
Cédric Grimoult est directeur de la collection « La culture dont vous êtes le héros », aux éditions Ellipses, membre du comité scientifique de la revue Organon, rattachée à l’Académie polonaise des sciences, et est chercheur au Centre d’histoire culturelle des sociétés contemporaines (CHCSC).

## Publications
- Évolutionnisme et fixisme en France : histoire d'un combat (1800-1882), Cédric Grimoult, Paris, CNRS, 1998[10].
- Histoire de l'évolutionnisme contemporain en France (1945-1995), Cédric Grimoult, Paris-Genève, Droz, 2000[11],[12].
- Le développement de la paléontologie contemporaine, Cédric Grimoult, Paris-Genève, Droz, 2000.
- La révolution transformiste en France (1800-1882), Revue d'histoire moderne et contemporaine tome 47 No 3, Belin (avec le concours du CNRS et du CNL), Cédric Grimoult, juillet-septembre 2000[13].
- L'évolution biologique en France : une révolution scientifique, politique et culturelle, Cédric Grimoult, Paris-Genève, Droz, 2001.
- Sur les traces des grands évolutionnistes, Cédric Grimoult, Paris, Bréal, 2002[14].
- Sur les traces des révolutionnaires de 1789, Cédric Grimoult, Paris, Bréal, 2003[15].
- Histoire de l'histoire des sciences : historiographie de l'évolutionnisme dans le monde francophone, Paris-Genève, Droz, 2003.
- Mon père n'est pas un singe ? Histoire du créationnisme, Paris, Ellipses], 2008.
- Sciences et politique en France : de Descartes à la révolte des chercheurs, Cédric Grimoult, Paris, Ellipses, 2008.
- La preuve par neuf : les révolutions de la pensée évolutionniste, Paris, Ellipses, 2009.
- 8 jours pour réussir sa dissertation d'histoire-géographie-géopolitique, Paris : Ellipses, 2011.
- L'évolution : histoire et controverses, avec Denis Buican, Paris, CNRS, 2011.
- Les frontières en 8 jours : concours commun des IEP 2011, épreuve de questions contemporaines, Paris : Ellipses, 2011.
- Les sciences de l'évolution et les religions : enjeux scientifiques, politiques, philosophiques et religieux, Jean Chaline, Cédric Grimoult ; avec la participation de Boris Dintrans, préfaces spécialisées [pour les chapitres 5 et 7] de Christian Forster et Malek Chebel, Paris, Ellipses, 2011.
- Créationnismes : mirages et contrevérités, Paris, CNRS, 2012.
- Histoire des théories scientifiques de l'extinction des espèces, Paris, Ellipses, 2014.
- Le Bac Histoire-Géo dont vous êtes le héros, Paris, Ellipses, 2014.
- Le bac histoire-géographie en schémas, Cédric Grimoult, Paris, Ellipses, 2015.
- Science et société au XVIIIe siècle : en France et en Grande-Bretagne de 1687 à 1789, Paris, Ellipses, Synthèse et documents : concours ENS, 2015
- Lamarck, Paris, Ellipses 2020.
- Pasteur, Paris, Ellipses, 2021.
- Marie Curie - Génie persécuté, Paris, Ellipses, 2023.

## Distinctions
Il est nommé pour l'édition 2013 du prix Le goût des sciences en catégorie « Prix du livre généraliste ».